# Tout un jour
Tout un jour — пятый студийный альбом франкоканадской певицы Изабель Буле, выпущенный компаниями V2 Records и les Productions Sidéral в мае 2004.

## Список композиций
| №                   | Название                                                                                | Длительность |
| ------------------- | --------------------------------------------------------------------------------------- | ------------ |
| 1.                  | «C'est quoi, c'est l'habitude» (Лионель Флоранс / Давид Гатеньо)                        | 4:09         |
| 2.                  | «Une autre vie» (Франсис Кабрель / Франсис Кабрель, Тьерри Шазель)                      | 3:54         |
| 3.                  | «Ici» (Патрис Гирао, Лионель Флоранс / Паскаль Обиспо)                                  | 3:32         |
| 4.                  | «Aimons-nous» (Луиза Форестье / Даниель Лавуа)                                          | 3:35         |
| 5.                  | «Celui qui dort avec moi» (Дидье Големанас / Жан-Пьер Бюколо)                           | 3:44         |
| 6.                  | «Un chanteur sans mélodie» (Закари Ричард)                                              | 3:41         |
| 7.                  | «En t'attendant» (Аманда Стерс / Патрик Брюэль)                                         | 4:20         |
| 8.                  | «Tout un jour» (Дидье Големанас / Даниель Сефф)                                         | 3:43         |
| 9.                  | «J'irai jusqu'au bout» (Катрин Дюран)                                                   | 4:18         |
| 10.                 | «Jamais» (Роже Табра / Марио Пелузо)                                                    | 4:31         |
| 11.                 | «Tout au bout de nos peines (дуэт с Джонни Холлидеем)» (Дидье Големанас / Даниель Сефф) | 3:32         |
| 12.                 | «Je sais ton nom» (Этьен Рода-Жиль / Даниель Сефф)                                      | 5:54         |
| 13.                 | «Telle que je suis» (Даниель Беланже)                                                   | 3:59         |
| 14.                 | «Je voudrais» (Дидье Големанас / Даниель Сефф)                                          | 2:17         |
| 15.                 | «À vous (Бонус)»                                                                        | 4:27         |
| Общая длительность: | Общая длительность:                                                                     | 55:09        |

## Альбом
Альбом был в значительной степени ориентирован на французскую аудиторию, и включал композицию Tout au bout de nos peines, исполненную дуэтом с Джонни Холлидеем, и в том же году выпущенную отдельным синглом. Во Франции альбом в 2004 году разошёлся тиражом в 194 000 копий, а в следующем году было продано ещё 45 913 копий. В Канаде по результатам первой недели продаж 18 мая 2005 года диск также стал золотым.
Номинировался на премию Феликс в категории поп-альбома года, концертное представление было награждено, как лучший спектакль года, а Изабель Буле признана самым знаменитым квебекским артистом за пределами страны.

## Чарты
| Чарт (2007)           | Место |
| --------------------- | ----- |
| Canadian Albums Chart | 2     |
| Top Albums France     | 4     |
| Ultratop (Wallonia)   | 3     |
| Swiss Albums Chart    | 11    |
| World Albums Chart    | 38    |